# Hilde Schramm
Hilde Ursula Schramm (* 17. April 1936 in Berlin als Hilde Ursula Speer) ist eine deutsche Erziehungswissenschaftlerin und ehemalige Politikerin (AL/Grüne). Sie war von 1985 bis 1987 und von 1989 bis 1991 Mitglied des Abgeordnetenhauses von (West-)Berlin sowie 1989/1990 dessen Vizepräsidentin. Sie ist eine Gründerin der Stiftung Zurückgeben.

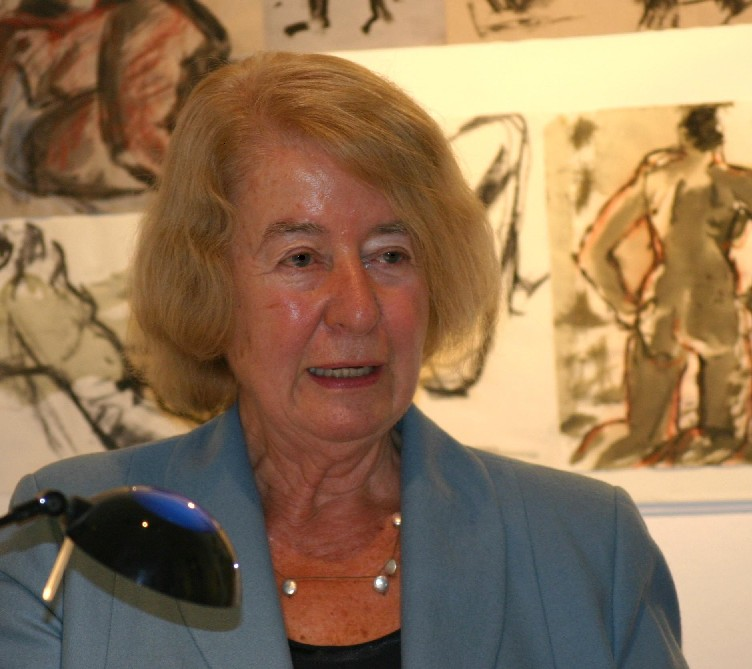
Hilde Schramm während einer Buchlesung, 2012

## Leben
Hilde Speer ist die Tochter des in der Zeit des Nationalsozialismus tätigen Architekten und Rüstungsministers Albert Speer (1905–1981) und von Margarete Speer (1905–1987), geborene Weber. Zu ihren fünf Geschwistern gehörte der Architekt und Stadtplaner Albert Speer junior (1934–2017). In Heidelberg aufgewachsen, besuchte sie einige Zeit die Elisabeth-von-Thadden-Schule, ein evangelisches Mädchengymnasium im Stadtteil Wieblingen. Dort wurde sie von 1953 bis zum Abitur 1955 im Fach Geschichte von der jüdischen Lehrerin Dora Lux (1882–1959) unterrichtet, über die sie 2012 ein Buch veröffentlichte.
Als 16-Jährige erhielt Hilde Speer ein Stipendium, um in den USA zu studieren. Die US-Regierung verweigerte ihr zunächst das Einreisevisum. Allerdings wurde diese Entscheidung angesichts der Reaktion der mobilisierten Öffentlichkeit zurückgenommen. Als Hilde Speer 1952 als Austauschschülerin in den USA war, saß ihr Vater noch im Kriegsverbrechergefängnis Spandau ein. Von ihrer Familie vorgeschoben, setzte sie sich nach dem Abitur 1955 für seine vorzeitige Haftentlassung ein. So fuhr sie 1960 nach London und Paris, um bei Regierungsstellen vorzusprechen. In der Bundesrepublik Deutschland wurde sie unter anderem bei Bundespräsident Heinrich Lübke, Pfarrer Martin Niemöller und beim Regierenden Bürgermeister von Berlin Willy Brandt vorstellig. Letztlich scheiterten die Bemühungen ihrer Familie um eine vorzeitige Haftentlassung am Veto der Sowjetunion.
Hilde Schramm studierte Germanistik und Latein auf Lehramt sowie Soziologie mit Diplomabschluss. Nach dem Referendariat (1966–1968) bestand sie das zweite Lehramts-Staatsexamen. Von 1972 bis 1982 war sie als Assistentin bzw. Assistenz-Professorin in der Lehrerbildung an der Freien Universität Berlin tätig. Dort promovierte sie 1976 auf dem Gebiet der Hochschuldidaktik der Lehrerbildung, Thema ihrer Dissertation war die Entwicklung eines Konzepts für ein schulpädagogisches Unterrichtsprojekt. An der Technischen Universität Berlin habilitierte sie sich 1981 als Erziehungswissenschaftlerin.
Im Jahr 1968 zog Schramm mit einigen befreundeten Familien in ein großes Haus in Berlin-Lichterfelde. Dabei sollte das Konzept der bürgerlichen Kleinfamilie und die strenge Trennung von Arbeit und Freizeit überwunden werden. Seit 2015 beherbergt die Hausgemeinschaft jeweils vier geflüchtete Syrer.
Hilde Schramm war mit dem Germanisten Ulf Schramm bis zu dessen Tod 1999 verheiratet. Gemeinsam haben sie eine Tochter und einen Sohn.

## Politik
Hilde Schramm war in verschiedenen sozialen Bewegungen, vor allem in der Friedensbewegung, aktiv. Sie ist Mitglied von Bündnis 90/Die Grünen. Für die Alternative Liste in West-Berlin, einen Landesverband der Grünen, saß sie von 1985 bis 1987 sowie von 1989 bis 1991 im Abgeordnetenhaus von Berlin. Dort konnte sie einige Verbesserungen bezüglich der Anerkennung und Versorgung aller Opfer des Nationalsozialismus erreichen. Auch gehen Gedenktafeln an die verfolgten Berliner Stadtverordneten und Reichstagsabgeordneten der Weimarer Republik auf ihre Initiativen zurück.
Von März 1989 bis März 1990 war sie Vizepräsidentin des Abgeordnetenhauses. Zum Eklat kam es, als sie den bis dahin bestehenden Konsens der im Abgeordnetenhaus vertretenen Parteien zur Berliner Mauer durchbrach, indem sie sich am 25. Mai 1989 weigerte, eine von ihr geleitete Plenarsitzung mit den üblichen „Mahnworten“: „Wir bekunden unseren unbeugsamen Willen, dass die Mauer falle ...“ zu eröffnen.
Nach ihrer Zeit im Abgeordnetenhaus baute Schramm in Brandenburg die Regionale Arbeitsstelle für Ausländerfragen auf und betreute als deren Leiterin Projekte gegen Rassismus, Rechtsextremismus und Gewalt. Schramm ist Mitbegründerin der Stiftung Zurückgeben, die jüdische Künstlerinnen und Wissenschaftlerinnen, die in Deutschland leben, fördert. Die Stiftung vergab seit 1995 etwa 100 Arbeitsstipendien und Projektzuschüsse.
Ab 2003 war Hilde Schramm einige Jahre Vorsitzende des Vereins Kontakte zu Ländern der ehemaligen Sowjetunion (KONTAKTE-KOHTAKTbI); aktuell ist sie dort Mitglied des Beirats. Zusammen mit Eberhard Radczuweit, dem ehrenamtlichen Geschäftsführer des Vereins, lenkte sie im Rahmen der Kampagne Bürger-Engagement für vergessene NS-Opfer die Aufmerksamkeit darauf, dass ehemalige sowjetische Kriegsgefangene per Gesetz von jeglicher Kompensationszahlung bzw. humanitärer Hilfe für geleistete Zwangsarbeit ausgeschlossen sind. Inzwischen konnte der Verein Geldspenden und Briefe an über 7.000 hochbetagte ehemalige sowjetische Kriegsgefangene übermitteln.
Im Kontext der Anti-griechischen Stimmungsmache im Zusammenhang mit der Griechischen Staatsschuldenkrise hat Hilde Schramm 2015 den Verein „Respekt für Griechenland“ mitgegründet. Der Verein hat seitdem vielfältige Aktivitäten entwickelt. So die Thematisierung der Verbrechen von Wehrmacht und SS in Griechenland, unter anderem mit Hilfe der Vorführung des Dokumentarfilms "Der Balkon" in Schulen sowie im April/Mai 2024 mit der Ausstellung "Vor 80 Jahren – Die Deportation der Jüdinnen und Juden aus Ioannina", im Foyer der Humboldt-Universität zu Berlin. Des Weiteren kümmert sich der Verein um die soziale Lage der Überlebenden und Traumatisierten, ebenso wie pädagogisch und praktisch durch Projekte vor Ort (Gästehaus) und durch Organisierung wechselseitiger Kennenlern- und Bildungs-Reisen. Im Vorstand des Vereins ist sie zuständig für Öffentlichkeitsarbeit und Bildungsarbeit zu den in Deutschland weitgehend unbekannten Kriegsverbrechen von Wehrmacht und SS. In Griechenland leitet sie Unterstützungsprojekte in drei Orten, in denen die deutschen Okkupanten Massaker an der Zivilbevölkerung verübten. Auch zur „Kriminalisierung uneigennütziger Hilfe“ im Kontext von Flüchtenden in Griechenland, positionierte sich der Verein am 14. Dezember 2023 durch einen "Offenen Brief".

## Trivia
Am 29. März 2024 veröffentlichte die Berliner Zeitung, Autor Frank Schüttig, ein umfänglich würdigendes Porträt von Schramm unter der Überschrift „Tochter von Albert Speer: ‚Vielleicht würde er die Grünen wählen‘.“

## Ehrungen
- 2004 Moses-Mendelssohn-Preis; Albert Meyer, Vorsitzender der Jüdischen Gemeinde zu Berlin, protestierte gegen die Entscheidung der Jury, den Preis in der Synagoge Rykestraße als Auftakt zu den Jüdischen Kulturtagen zu übergeben. Die Verdienste von Hilde Schramm seien unbestritten, aber es gebe eben auch Gefühle von Holocaust-Opfern, die zu respektieren seien. Die Preisverleihung erfolgte daraufhin im Französischen Dom am Gendarmenmarkt. Schramm erkannte an, dass in diesem Fall Gefühle vor der Vernunft kämen. Sie kommentierte: „In einer Synagoge ist mein Vater viel präsenter als an einem anderen Ort. Das möchte ich nicht. Es geht ja um meine Arbeit.“ Das Preisgeld in Höhe von 10.000 Euro gab sie an die Stiftung Zurückgeben und an den Verein Kontakte zu Ländern der ehemaligen Sowjetunion.
- Verdienstkreuz 1. Klasse des Verdienstordens der Bundesrepublik Deutschland
- 2019 Obermayer German Jewish History Award
- 2023 Großes Verdienstkreuz des Verdienstordens der Bundesrepublik Deutschland

## Mitgliedschaften
- Internationale Liga für Menschenrechte
- Gewerkschaft Erziehung und Wissenschaft
- Respekt für Griechenland e. V.
- Verein für Kontakte zu ehemaligen Ländern der Sowjetunion

## Rundfunkporträts
- „Hilde Schramm, Politikerin und Menschenrechtsaktivistin, im Gespräch“ von Rainer Volk (44 Minuten) SWR2 am 25. Juni 2019

## Schriften (Auswahl)
- „Griechenland: Deutschlands lange verdrängte Kriegsschuld“, in: Blätter für Deutsche und Internationale Politik 4/2021
- Meine Lehrerin, Dr. Dora Lux. 1882–1959. Nachforschungen. Rowohlt, Reinbek bei Hamburg 2012, ISBN 978-3-498-06421-1.
- „Das kontrastreiche Bild der Deutschen“, in: „Ich werde es nie vergessen“ – Briefe sowjetischer Kriegsgefangener; Kontakte (Hrsg.) Ch. Links, Berlin 2007
- Interkulturelle Beiträge der RAA Brandenburg e. V. (Regionale Arbeitsstellen für Ausländerfragen, Jugendarbeit und Schule). Autorin und Redakteurin insbesondere folgender Themenhefte:
  - Auseinandersetzung mit Rechtsextremismus im Unterricht. Projektvorstellung und Katalog mit Bildungsbausteinen. Interkulturelle Beiträge 32, Potsdam 2000.
  - Lokalhistorische Studien zu 1945 in Brandenburg. Interkulturelle Beiträge 18, Potsdam 1996.
  - Projektwochen gegen Ausgrenzung und Gewalt, Beratung von Schulkollegien im Land Brandenburg. Interkulturelle Beiträge 8, Potsdam (o. J.) [1994]
- Handeln in der Schule gegen Rechtsextremismus. In: Richard Faber u. a. (Hrsg.): Rechtsextremismus, Ideologie und Gewalt. Edition Hentrich, Berlin 1995, S. 136–153.
- Militär und Erziehung 1800 bis 1918. Sowie: Grenzen der antimilitaristischen Jugenderziehung vor dem Ersten Weltkrieg. In: Arbeitsgruppe Lehrer und Krieg (Hrsg.): Lehrer helfen siegen. Kriegspädagogik im Kaiserreich. Edition Diesterweg-Hochschule, Berlin 1987, S. 11–22 und S. 274–294.
- Faschismus als Unterrichtsthema: Anregungen und Schwierigkeiten – Auswertung von Interviews mit Lehrerinnen und Lehrern. In: GEW Berlin (Hrsg.): Wider das Vergessen. Fischer Taschenbuch, Frankfurt am Main 1981, S. 30–82.
- Frauensprache – Männersprache. Moritz Diesterweg, Frankfurt am Main 1981. [Herausgeberin und Autorin]
- Schulpraktikum, Arbeitsmaterialien zur Vorbereitung auf die Berufspraxis durch Unterrichtsversuche. Beltz, Weinheim/Basel: 1979. [Herausgeberin und Autorin]